# International Docking System Standard
El International Docking System Standard (IDSS) (sistema de acoplamiento estándar internacional), es un estándar internacional para acoplamiento de naves espaciales. Fue creado por la Junta de Coordinación Multilateral de la Estación Espacial Internacional, en nombre de las organizaciones asociadas de la Estación Espacial Internacional; NASA, Roscosmos, JAXA, ESA y la Agencia Espacial Canadiense.
El IDSS fue proyectado originalmente en el año 2010. La idea es que todas las agencias cooperantes hagan compatibles sus futuros sistemas de acoplamiento IDSS.

## Diseño
El mecanismo de acoplamiento IDSS es andrógino, utiliza tecnología de bajo impacto y permite tanto acoplamiento como atraque. Permite el acoplamiento tanto autónomo como manual y tiene un sistema de emergencia para el desacoplamiento de contingencia. Una vez acoplado el IDSS puede transferir energía, datos, comandos, aire, comunicación y en implementaciones futuras podrá transferir agua, combustible, oxidante y presión también.
El paso para la tripulación y la transferencia de carga tiene un diámetro de 800 milímetros (31 pulgadas).

## Implementaciones
El sistema de acoplamiento de la NASA es la implementación de la NASA del IDSS. El adaptador de acoplamiento internacional está pensado para convertir los hacer compatibles los sistemas de acoplamientos APAS-95 rusos con el sistema de acoplamiento de la NASA.
El Mecanismo Internacional de Acoplamiento y Atraque de la ESA es su sistema de acoplamiento compatible con el IDSS.
NASA adquirió 4 IDSS para el programa de desarrollo de tripulación comercial.